# El bien esquivo
El bien esquivo es un largometraje peruano de ficción, ambientado en el Perú del siglo XVII.

## Resumen
Jerónimo de Ávila es hijo de un Conquistador español y de una curaca india. Mestizo desheredado, después de haber peleado durante muchos años en las guerras europeas, ha regresado al Perú en 1618. Después de intentar infructuosamente que le reconozcan su nombre, abolengo y propiedad, se ve envuelto, obligado por la miseria, en una conspiración, conjuntamente con un corrupto juez visitador de idolatrías, para apropiarse ilegalmente de los tesoros guardados en un túmulo funerario Inca. El plan resulta un fiasco y la desesperación de los cómplices determina un hecho de sangre del que Ávila, único sobreviviente, debe salir huyendo.
En Lima, Ignacio de Araujo, recto y ascético jesuita de rango, es comisionado para investigar la naturaleza de la conspiración y mediante la captura de los asesinos determinar las ramificaciones de la corrupción en la iglesia y la continuación de la adoración "herética" a las divinidades andinas.
En el Convento de las Cayetanas, Inés Vargas de Carvajal, más por independencia que por vocación, viste los hábitos. Cumpliendo tibiamente con la vida de comunidad y alejada de los afanes frívolos de sus compañeras, la joven monja vive una trivial vida secreta: oculta una lírica vocación poética.
Perseguido por otro hecho de sangre en el que ineluctablemente, por su carácter arisco e impulsivo, se ve nuevamente envuelto, Jerónimo trepa una noche el muro del Convento y sorprendiendo a Inés se refugia en su celda. A ella, marginal también, no le brota el denunciarlo y pasan una extrañamente noche tensa juntos. Jerónimo descubre y lee unos cuantos poemas. La mujer lo intriga. Él se queda dormido mientras ella, después de haber lavado sus heridas, lo vela, fascinada, contemplando por vez primera tan íntimamente a un hombre.
A la mañana siguiente, él parte y ella es descubierta como autora de versos que deben ser investigados. El padre espiritual del convento es Ignacio de Araujo, que por otras vías está cada vez más cerca de descubrir a Jerónimo como su presa.
Se suceden paralelamente dos situaciones, dos búsquedas. Por un lado Jerónimo viaja a ver a su madre, india curaca, y sin embargo cristiana, de un caserío indígena en las montañas. Busca que ella le revele aquello que le permita probar la legitimidad de su nacimiento, lo que garantice el derecho que le asiste en la herencia de su padre español. Ella muere revelando poco más que el nombre de un notario en Lima.
Jerónimo presencia, por casualidad, la exhumación del entierro cristiano del cadáver de su madre por parte de sus parientes indios. Ella es después llevada subrepticiamente a la manera andina. Conmovido por lo que para él es herético aquelarre, Jerónimo huye.
Por otro lado, los agentes del Tribunal capturan en las serranías a Páucar, hechicero indio involucrado en la conspiración inicial y lo llevan a Lima a ser interrogado por Ignacio. Páucar no sólo conoce el secreto de la existencia, sino que es el oficiante ante las divinidades de una huaca, cuya ubicación se resiste a revelar.
En Lima Inés es celosamente interrogada, repetidas veces, por Ignacio, que busca expurgar su alma, intentando con autoridad paternal abatir el orgullo del creador intelectual en ella. Inés, sola, va cejando, incapaz de resistir el peso intelectual de Ignacio.
Jerónimo regresa a Lima para buscar al notario de la protectoría de indios que supuestamente le proporcionará los documentos que son vitales. Pero su desconfianza y mal carácter lo llevan a amenazarlo, lo que empuja al notario a denunciarlo ante la ley.
Inés, en un gesto de desafío, se niega a aceptar el perdón que se le ofrece. Por su rebeldía será enviada al destierro. Termina en una celda. Allí se reencuentra con el capturado Jerónimo. Pero las circunstancias les permiten huir juntos. De lo dicho por Páucar en el delirio de su agonía, el sagaz políglota Ignacio deduce la ubicación del santuario pagano y parte hacia la Sierra a destruirlo.
Intentando alcanzar refugio en un territorio de sublevados, pero sabiéndose íntimamente perdidos, Jerónimo e Inés deambulan a caballo, heridos, por el desierto hasta llegar a una ermita sobre un acantilado junto al mar. Allí son alcanzado por sus perseguidores.
Descubriendo Ignacio que la huaca no es una construcción sino una montaña batida por tempestades, y por lo tanto indestructible, es transformada en santuario cristiano mediante la imposición de una cruz. La bendice, sabiendo que el tiempo la hará tradición.

## Producción
La película fue filmada en 1999.
«...Para los personajes protagónicos, no es que hayamos partido de las figuras del Inca Garcilaso y Sor Juana Inés de la Cruz, pero terminaron por convertirse en modelos cuando ya los personajes estaban construidos. Sor Juana es el arquetipo de la religiosa poeta en América Hispana, y el del mestizo que busca su identidad es Garcilaso. Son como figuras emblemáticas de esa búsqueda en un momento en que la nacionalidad se está definiendo y en la que los individuos todavía no tienen claro lo que son...» (A. Tamayo)
Además, hay que mencionar, que el director también se inspiró en El carbunclo del diablo, texto extraído del libro  Tradiciones peruanas, escrito por Ricardo Palma.

## Reparto
- Orlando Sacha como Ignacio de Araujo.
- Diego Bertie como Jerónimo de Ávila.
- Jimena Lindo como Hermana Inés Vargas de Carvajal.
- Paul Vega como Fray Mateo.
- Salvador del Solar como Carbajal.
- Ricardo Velásquez como Olaguivel.
- Norma Martínez como Mujer de Olaguivel.
- Gianfranco Brero como Hermano Abraham.
- Delfina Paredes como Francisca.
- Enrique Victoria como Alguacil García.
- Alicia Saco como Priora.
- Hernán Romero como Sepúlveda.
- Carlos Gassols como Obispo.
- Miguel Medina como Curaca.
- Manuel Luna como Paucar.

## Premios y nominaciones
El guion de El bien esquivo obtuvo en 1991 el Premio de Fomento a la cinematografía a los países en desarrollo del Ministerio de Cultura de Francia. En 1997 obtuvo el primer Premio del Consejo Nacional de Cinematografía del Perú-CONACINE así como del Primer Premio de la Crítica en el Encuentro de Cine de Lima-2001. Ha ganado el premio al mejor director y el de Mejor Fotografía en el Festival de Santa Cruz, 2002. Representó al Perú en la selección de los Premios de la Academia -Oscar- como mejor película extranjera, igualmente ha sido nominada como mejor película Iberoamericana a los prestigiosos Premios Goya de España y a los premios Ariel de México. Fue seleccionada entre las seis mejores películas iberoamericanas de los últimos dos años, para el Premio Luis Buñuel de la Federación Iberoamericana de Productores Audiovisuales (FIPCA).
El bien esquivo ha participado en importantes y prestigiosos festivales internacionales de cine como el festival de cine de La Habana, Cuba; el festival de cine de Cartagena, Colombia; del Mar del Plata, Argentina; de Toulouse, Francia; de Montevideo, Uruguay; de Río de Janeiro, Brasil; de Santa Cruz de la Sierra, Bolivia; de Santo Domingo; de Lérida, España; de Chicago; de Miami; de Providence; de Los Ángeles; de Trieste, Italia; el festival de cine de Washington organizado por el American Film Institute, AFI, y la OEA; el Festival de Cine latinoamericano de Nueva York; Festival de Cine de Calcuta, India; e igualmente ha sido exhibida en importantes eventos culturales como la Casa de América en Madrid; presentada en ciudades como Caracas, Brasilia, Buenos Aires, Quito, Kansas City, Sofía (Bulgaria) Roma, Tel Aviv, El Cairo y muchas más.